# Odiah Sidibé
Odiah Sidibé (ur. 13 stycznia 1970 w Fréjus) – francuska lekkoatletka specjalizująca się w krótkich biegach sprinterskich, dwukrotna uczestniczka letnich igrzysk olimpijskich (Barcelona 1992, Atlanta 1996).

## Sukcesy sportowe
- dwukrotna mistrzyni Francji w biegu na 100 metrów – 1994, 1996[1]
- pięciokrotna halowa mistrzyni Francji w biegu na 60 metrów – 1994, 1996, 1999, 2001, 2002[2]

| Rok  | Miasto      | Zawody                      | Konkurencja                      | Wynik                     |
| ---- | ----------- | --------------------------- | -------------------------------- | ------------------------- |
| 1986 | Ateny       | Mistrzostwa świata juniorów | bieg na 100 m                    | 7. miejsce                |
| 1987 | Birmingham  | Mistrzostwa Europy juniorów | sztafeta 4 × 100 m bieg na 100 m | brązowy medal             |
| 1989 | Varaždin    | Mistrzostwa Europy juniorów | sztafeta 4 × 100 m bieg na 100 m | złoty medal               |
| 1990 | Split       | Mistrzostwa Europy          | sztafeta 4 × 100 m bieg na 100 m | 4. miejsce 5. miejsce     |
| 1992 | Genua       | Halowe mistrzostwa Europy   | bieg na 60 m                     | 5. miejsce                |
| 1992 | Barcelona   | Igrzyska olimpijskie        | sztafeta 4 × 100 m               | 4. miejsce                |
| 1993 | Langwedocja | Igrzyska śródziemnomorskie  | sztafeta 4 × 100 m bieg na 100 m | złoty medal srebrny medal |
| 1993 | Stuttgart   | Mistrzostwa świata          | sztafeta 4 × 100 m               | 4. miejsce                |
| 1994 | Paryż       | Igrzyska frankofońskie      | sztafeta 4 × 100 m bieg na 100 m | złoty medal srebrny medal |
| 1996 | Sztokholm   | Halowe mistrzostwa Europy   | bieg na 60 m                     | srebrny medal             |
| 1996 | Atlanta     | Igrzyska olimpijskie        | sztafeta 4 × 100 m               | 6. miejsce                |
| 1998 | Walencja    | Halowe mistrzostwa Europy   | bieg na 60 m                     | brązowy medal             |
| 2001 | Edmonton    | Mistrzostwa świata          | sztafeta 4 × 100 m               | srebrny medal             |
| 2002 | Monachium   | Mistrzostwa Europy          | sztafeta 4 × 100 m bieg na 100 m | złoty medal 7. miejsce    |

## Rekordy życiowe
- bieg na 60 metrów (hala) – 7,16 – Liévin 16/02/1997
- bieg na 100 metrów – 11,23 – La Chaux-de-Fonds 20/08/1995
- bieg na 100 metrów (hala) – 11,64 – Tampere 10/02/1997
- bieg na 200 metrów – 23,57 – Nicea 06/08/2000
- bieg na 200 metrów (hala) – 23,82 – Liévin 14/01/1999